# Bahnhof Straubing
Der Bahnhof Straubing  ist der Bahnhof der niederbayerischen kreisfreien Stadt Straubing. Er liegt an der Bahnstrecke Regensburg–Passau und der Bahnstrecke Straubing–Bogen. Der Bahnhof besitzt fünf Bahnsteiggleise. Weitere Stationen im Stadtgebiet sind die Haltepunkte Straubing Ost und Ittling der Südostbayernbahn. 
Täglich werden 3600 Reisende und Besucher und 94 Züge gezählt.

## Lage
Der Bahnhof Straubing befindet sich südlich des Stadtzentrums, welches über die Bahnhofstraße oder Kolbstraße erreicht werden kann. Westlich des Bahnhofs verläuft die Landshuter Straße, die mit einer Unterführung die Gleisanlage unterquert. In der näheren Umgebung befindet sich das Einkaufszentrum Gäubodenpark. Eine Verlängerung der Fahrgastunterführung der Verbindung der Bahnsteige mit dem Hausbahnsteig zum Gäubodenpark wurde zwar von Bürgern gefordert, wurde aber bei der Bahnhofssanierung nicht umgesetzt.

## Geschichte
Die im Jahr 1856 gegründete Bayerische Ostbahn erbaute im Jahr 1859 die Strecke Landshut–Straubing als Teil der neben weiteren Strecken königlich genehmigten Erschließung Ostbayerns. Diese 57 km lange Strecke über Geiselhöring bildete die Fortsetzung der ein Jahr zuvor eröffneten Strecke München–Landshut und erfüllte die Absicht der Bayerischen Ostbahnen „[...] zum Baue und Betriebe der Eisenbahnen [...] von München über Landshut an die Donau, [...]“. Mit der Eröffnung am 12. Dezember 1859 wurde Straubing vorläufiger Endhalt und der Bahnhof als Kopfbahnhof genutzt. Bereits am 20. September 1860 wurde die Strecke Straubing–Plattling–Passau eröffnet, wodurch die Verbindung der Bayerischen Ostbahn mit der Kaiserin Elisabeth-Bahn möglich wurde. Mit der Strecke Straubing–Sünching wurde ab 1873 eine direkte Verbindung nach Regensburg geschaffen. Später wurde mit dem Bau der Bahnstrecke Straubing–Miltach begonnen. 1895 wurde ein Teilabschnitt bis Bogen fertiggestellt, 1896 bis Konzell und 1905 war der Streckenbau bis Miltach abgeschlossen. Durch den Ausbau der Strecken stieg die Passagierzahl im Bahnhof Straubing, weshalb zwischenzeitlich die Wartesäle im Bahnhofsgebäude vergrößert wurden sowie ein Bahnsteig an Gleis 5 errichtet wurde. Eine weitere Vergrößerung von Bahnhof, Güterabfertigung und Ladehalle wurde 1898 abgeschlossen.

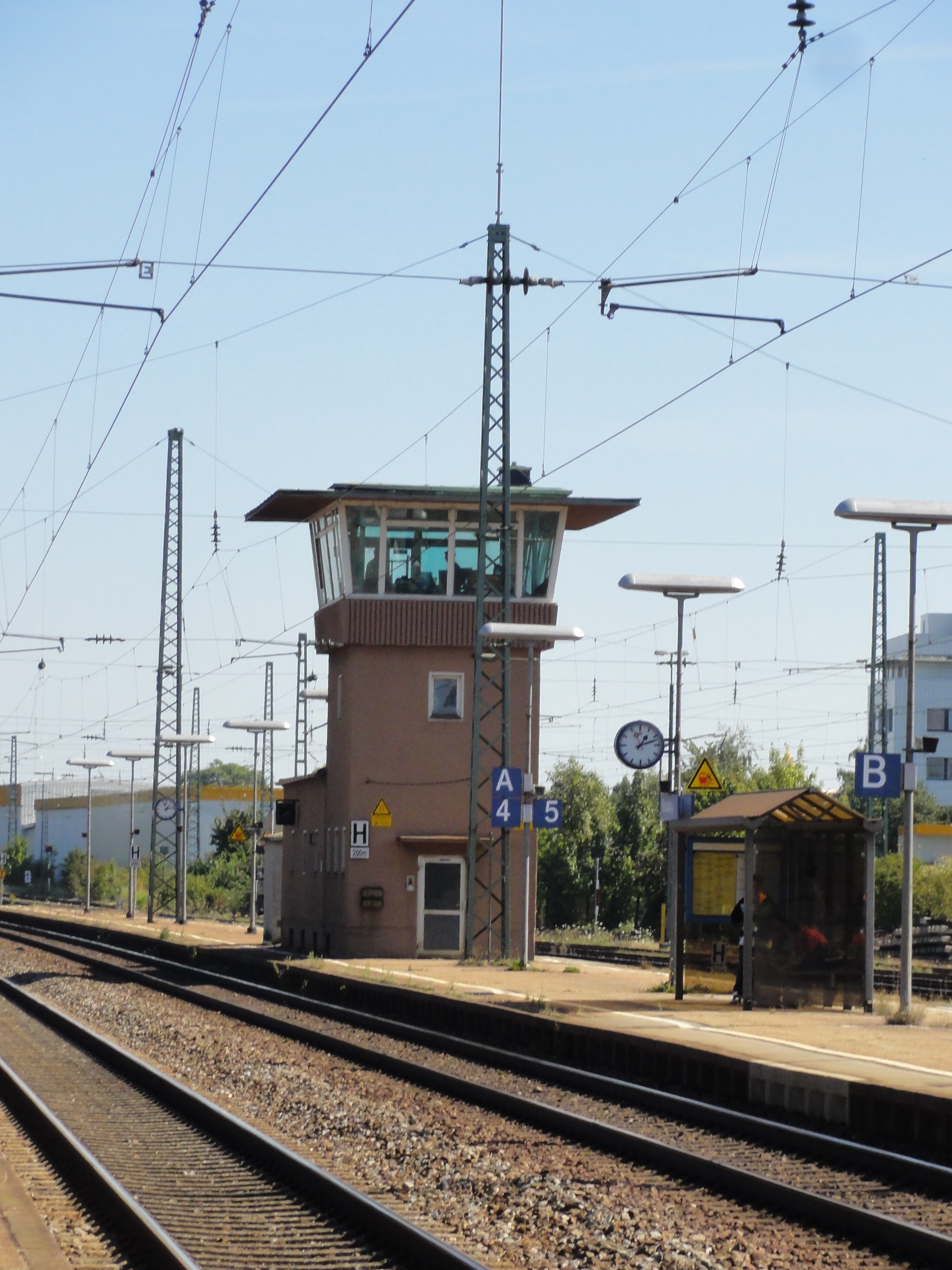
Stellwerk Straubing

Im Jahr 1899 wurde im Bahnhof Straubing ein zentrales Stellwerk in Betrieb genommen. Dieses war nahezu 60 Jahre im Einsatz, ehe es 1958 durch ein Drucktastenstellwerk ersetzt wurde.

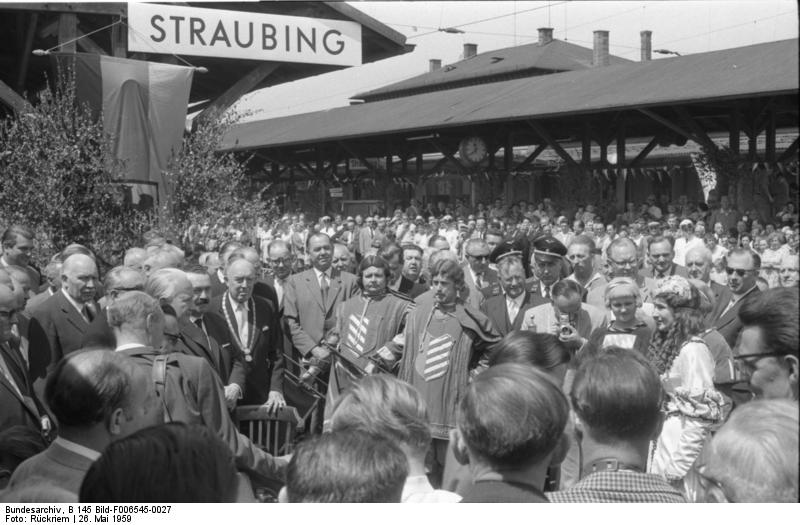
Festakt anlässlich der Elektrifizierung der Strecke Regensburg–Passau 1959

Im Jahr des hundertjährigen Bestehens des Bahnhofs 1959 wurde gleichzeitig die Elektrifizierung der Bahnstrecke Regensburg–Passau abgeschlossen. Diese wurde unter anderem im Bahnhof Straubing mit einem Festakt begangen.
Von 1965 bis 1967 wurden die Bahnhofsgebäude und Nebenanlagen modernisiert. Ein erneuter Umbau des Empfangsgebäudes mit Umgestaltung des Vorplatzes erfolgte in den 1990er Jahren. Hierbei wurden auch umfangreiche Umstrukturierungen an Bahnhofsgaststätte und Bahnhofsbuchhandlung vorgenommen. Im Jahr 2009 wurde das 150-jährige Bestehen des Bahnhofs Straubing gefeiert. Neben einem Bahnhofsfest fand eine Sonderausstellung im Gäubodenmuseum statt, die die Geschichte des Bahnhofs umfangreich beleuchtete.
Zwischen 2017 und 2020 erfolgte der barrierefreie Ausbau des Bahnhofs. Die Maßnahmen umfassten den Neubau der drei Bahnsteige mit Überdachungen, den Neubau der Fußgängerunterführung zusammen mit dem Einbau von Aufzügen und die Ausstattung mit einem Blindenleitsystem.

## Infrastruktur
Der Bahnhof besitzt fünf Gleise an drei Bahnsteigen. Gleis 1 befindet sich am Hausbahnsteig. Hier halten die meisten Züge der Gäubodenbahn Richtung Bogen, während die Bahnen in Gegenrichtung nach Neufahrn (Niederbayern) das Gleis 2 nutzen. An Gleis 3 halten die Züge in Richtung Regensburg; an Gleis 4 in Richtung Plattling. Gleis 5 dient den in Straubing beginnenden und endenden Züge in der Hauptverkehrszeit von und nach Regensburg. Alle Bahnsteige sind überdacht und über eine Fußgängerunterführung mit dem Hausbahnsteig verbunden.
Südlich der Bahnsteige sind mehrere durchgebundene Überhol- und Abstellgleise vorhanden, welche hauptsächlich der Abstellung von Güterzügen vom bzw. zum Industriegebiet Straubing-Sand dienen. Am südlichsten Gleis befindet sich eine Dieseltankstelle. Gelegentlich sind in diesem Bereich auch Eisenbahnprototypen anzutreffen, welche im Rahmen ihres Zulassungsverfahrens den Streckenabschnitt Richtung Plattling zu Testzwecken befahren. Nordöstlich des Personenbahnhofes befinden sich zudem einige Ladegleise, welche teilweise noch zur Güterverladung verwendet werden. Dabei handelt es sich ausschließlich um Stumpfgleise, die ebenso wie Gleis 1 und 2 nach Osten hin aufgrund einer fehlenden Weichenverbindung nur an die Bahnstrecke Richtung Bogen angeschlossen sind. Für aus Bogen bzw. vom Industriegebiet Straubing-Sand ankommende Züge dagegen ist die Einfahrt in alle Bahnhofsgleise möglich. Die früher zahlreich direkt aus dem Bahnhof hervorgehenden Anschlussgleise (unter anderem Firma Sennebogen und JVA Straubing) sind stillgelegt.
Straßenseitig befinden sich am Bahnhof Taxistellplätze sowie die Bushalte für den Stadt- und Regionalbusverkehr.

### Barrierefreier Umbau

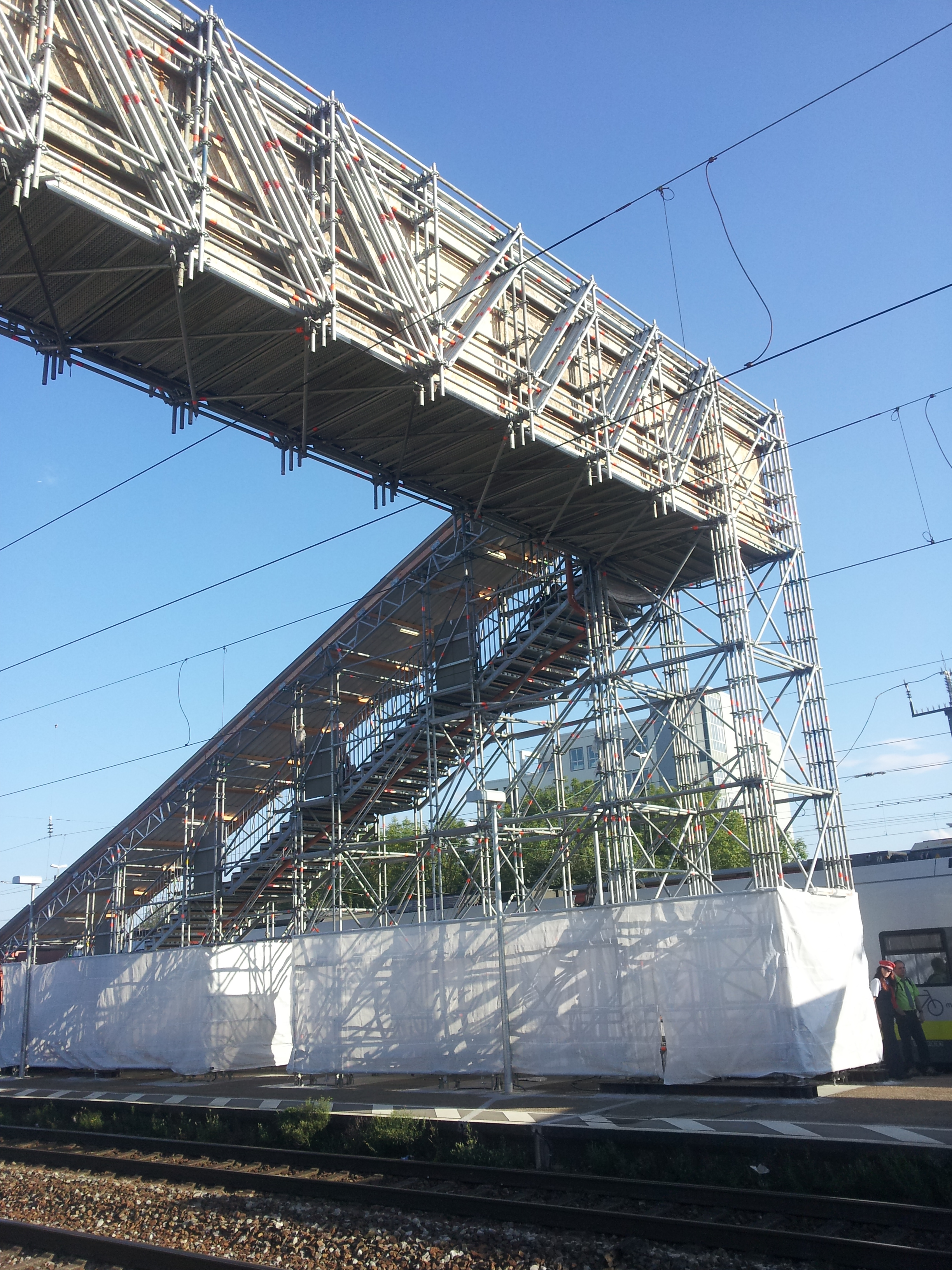
Provisorischer Fußgängerübergang am Bahnhof Straubing für die Dauer der Bauarbeiten.

Ein barrierefreier Ausbau des Bahnhofs wurde über mehrere Jahre von Kommunalpolitik und Interessensverbänden gefordert. Der Umbau erfolgte im Zuge des BayernPakets im Zeitraum zwischen 2017 und 2020 und wird voraussichtlich 20,1 Millionen Euro kosten. Die Maßnahme wurde abschnittweise durchgeführt, um den Betrieb des Bahnhofs und der Strecke aufrechterhalten zu können.
Im März 2017 startete die „Bauphase 1“, bei der einige Vorarbeiten erledigt wurden, unter anderem der Aufbau eines provisorischen Fußgängerüberwegs über die Gleise. Im Juli 2017 begannen mit der „Bauphase 2“ die Arbeiten am Hausbahnsteig und am Gleis 1, das bereits beim Fahrplanwechsel zuvor im Dezember 2016 außer Betrieb genommen wurde. Der Bahnsteig wurde mit einer Bahnsteighöhe von 55 Zentimetern erneuert, gleichzeitig auch die Unterführung renoviert und das Bahnsteigdach erneuert. Im September 2017 ereignete sich auf der provisorischen Fußgängerüberführung ein Treppensturz einer 79-Jährigen, die an den Folgen des Unfalles starb. Die Konstruktion dieses Fußgängerüberwegs war auch zuvor bereits mehrfach kritisiert worden, da aufgrund der Höhe von 50 Treppenstufen und des Fehlens von Aufzügen das Passieren der Brücke sehr schwer sei und vor allem für ältere Menschen oder Fahrgäste mit Gepäck nur mit großer Mühe zu bewältigen sei. Die Bauarbeiten am Hausbahnsteig wurden am 18. Februar 2018 planmäßig abgeschlossen. Bis Juni 2019 wurden auch die Bahnsteige B (Gleis 2 und 3) und C (Gleis 4 und 5) so weit fertiggestellt, dass keine Gleissperrungen mehr nötig wurden. Bereits Ende Mai war die Fußgängerunterführung provisorisch fertiggestellt und eröffnet, damit man die umstrittene Baustellenüberführung bis Ende Juni abbauen konnte. Die Aufzüge sind seit Ende Januar 2020 in Betrieb. Im Zuge der Bauarbeiten wurde ein Blindenleitsystem und Aufzüge an allen Bahnsteigen installiert, um Barrierefreiheit zu schaffen.
Nach dem vollständigen Rückbau des Stellwerks wird dann im Bauabschnitt 7 der Bahnhof fertiggestellt. Bis dahin ist der östliche Abschnitt des Bahnsteigs C, in dem sich das Stellwerk befindet, nach wie vor nicht barrierefrei. Aus diesem Grund halten einzelne Fernverkehrszugpaare nur in Richtung Regensburg, da sie dabei am bereits vollständig fertiggestellten Bahnsteig B halten, während sie den Bahnhof in Richtung Passau ohne Halt passieren.

### Bahnsteigdaten
- Gleis 1: Bahnsteighöhe 55 Zentimeter, Bahnsteiglänge 140 Meter
- Gleis 2: Bahnsteighöhe 76 Zentimeter, Bahnsteiglänge 375 Meter
- Gleis 3: Bahnsteighöhe 76 Zentimeter, Bahnsteiglänge 375 Meter
- Gleis 4: Bahnsteighöhe 76 Zentimeter, Bahnsteiglänge 398 Meter, nach den Bauarbeiten 375 Meter
- Gleis 5: Bahnsteighöhe 76 Zentimeter, Bahnsteiglänge 398 Meter[11], nach den Bauarbeiten 375 Meter

## Verkehr
| Zuggattung                                 | Zuggattung                                        | Strecke | Strecke | Taktfrequenz | Fahrzeugmaterial             |
| ------------------------------------------ | ------------------------------------------------- | --- | --- | --- | ---------------------------- |
| Intercity-Express (ICE 31) (Deutsche Bahn) |                                                   | Passau – Plattling – Straubing – Regensburg – Nürnberg – Würzburg – Frankfurt – Mainz – Koblenz – Bonn – Köln – | Solingen – Wuppertal – Hagen – Dortmund | ein Zug täglich | BR 401                       |
| Intercity-Express (ICE 31) (Deutsche Bahn) | Düsseldorf – Duisburg – Essen – Münster – Hamburg | Passau – Plattling – Straubing – Regensburg – Nürnberg – Würzburg – Frankfurt – Mainz – Koblenz – Bonn – Köln – | ein Zug, Fr und Sa | BR 401 kurz |                              |
| Intercity-Express (ICE 91) (Deutsche Bahn) |                                                   | Berolina: Hamburg – Berlin – Halle – Erfurt – Coburg – Nürnberg – Regensburg – Straubing – Passau – Linz – St. Pölten – Wien | Berolina: Hamburg – Berlin – Halle – Erfurt – Coburg – Nürnberg – Regensburg – Straubing – Passau – Linz – St. Pölten – Wien | ein Zugpaar täglich | BR 411                       |
| Intercity (IC 17) (Deutsche Bahn)          |                                                   | Warnemünde – Rostock – Waren – Neustrelitz – Oranienburg – Berlin – Lutherstadt Wittenberg – Bitterfeld – Halle – Leipzig – Naumburg – Jena – Saalfeld – Lichtenfels – Bamberg – Erlangen – Fürth – Nürnberg – Regensburg – Straubing – Passau – Schärding – Wels – Linz – St. Pölten – Wien | Warnemünde – Rostock – Waren – Neustrelitz – Oranienburg – Berlin – Lutherstadt Wittenberg – Bitterfeld – Halle – Leipzig – Naumburg – Jena – Saalfeld – Lichtenfels – Bamberg – Erlangen – Fürth – Nürnberg – Regensburg – Straubing – Passau – Schärding – Wels – Linz – St. Pölten – Wien | ein Zugpaar täglich | Stadler KISS (BR 4110)       |
| Regionalexpress (RE 50) (agilis)           |                                                   | Nürnberg – Regensburg – Straubing – Plattling (– Passau) | Nürnberg – Regensburg – Straubing – Plattling (– Passau) | Zweistundentakt im stündlichen Wechsel mit den Zügen der Linie RB 17 (von/nach Passau: ein Zugpaar täglich zwischen März und Oktober Sa und So und Feiertage (Radlzug)) | Siemens Mireo (BR 463)       |
| Regionalexpress (RE 18) (agilis)           |                                                   | Passau – Plattling – Straubing – Regensburg – Ingolstadt – Ulm | Passau – Plattling – Straubing – Regensburg – Ingolstadt – Ulm | ein Zugpaar täglich zwischen März und Oktober Sa und So und Feiertage (Radlzug)                                                                                         | Coradia Continental (BR 440) |
| Regionalbahn (RB 17) (agilis)              |                                                   | (Ulm – Günzburg – Donauwörth –) Ingolstadt – Regensburg – Straubing – Plattling | (Ulm – Günzburg – Donauwörth –) Ingolstadt – Regensburg – Straubing – Plattling | Zweistundentakt im stündlichen Wechsel mit den Zügen der Linie RE 50; einzelne Verstärkerzüge bis/ab Straubing zur Hauptverkehrszeit                                    | Coradia Continental (BR 440) |
| Regionalbahn (RB 32) (Deutsche Bahn)       |                                                   | Gäubodenbahn Bogen – Straubing – Neufahrn (Niederbayern) (– Landshut – Mühldorf – Salzburg) | Gäubodenbahn Bogen – Straubing – Neufahrn (Niederbayern) (– Landshut – Mühldorf – Salzburg) | Stundentakt samstags ein Zugpaar verlängert bis Salzburg | BR 628                       |
| Stand: 15. Dezember 2024                   |                                                   | | | |                              |

Seit Mitte September 2019 hält der ICE auf der Linie Berlin – Wien in Straubing, allerdings nur einmal pro Tag und Richtung, zunächst als zweijährige Testphase. Für eine Dauereinrichtung sind 40 Fahrgäste pro Halt nötig gewesen. Nachdem bekannt geworden war, dass für den Halt in Straubing der Halt der betroffenen Züge in Plattling entfallen sollte, wurde der Testbetrieb vorab heftig kritisiert.
Seit dem 8. März 2020 hält in Straubing täglich ein Zugpaar eines Intercity der Linie 17 nach/von Warnemünde. Aufgrund der von der Westbahn übernommenen Stadler KISS-Wagengarnituren auf der neuen IC-Linie zwischen Dresden und Rostock kommt es zu einer nächtlichen Überführungsfahrt vom Werk in Wien auf die besagte Strecke. Wegen dieser Fahrt profitiert seit März 2020 der Bahnhof Straubing von einem weiteren Intercity-Halt. Während weiterer Baumaßnahmen auf der ICE-Strecke wird dieser über Erfurt umgeleitet.